# Малые Борки (Тернопольская область)
Малые Борки (укр. Малі Бірки) — село в Гримайловской поселковой общине Чортковского района Тернопольской области Украины.
До 2020 года входило в Гусятинский район.
Код КОАТУУ — 6121684201. Население по переписи 2001 года составляло 386 человек.

## Географическое положение
Село Малые Борки находится на берегу реки Гнилая,
выше по течению примыкает село Новосёлка,
ниже по течению на расстоянии в 1 км расположено село Раштовцы.
Рядом проходит автомобильная дорога Т-2002.

## История
- 1564 год — дата основания.

## Объекты социальной сферы
- Школа.

## Достопримечательности
- Братская могила советских воинов.

## Религия
- Церковь Пресвятой Богородицы.